# مهران غفوریان
مهران غفوریان (زادهٔ ۳ شهریور ۱۳۵۳) بازیگر و کارگردان ایرانی است. وی فارغ‌التحصیل رشتهٔ نقاشی از دانشگاه آزاد اسلامی واحد تهران مرکزی است و با بازی در مجموعه لبخند سوم (۱۳۷۳) وارد عرصهٔ بازیگری شد. وی در سال ۱۳۸۰ مجموعهٔ زیر آسمان شهر را کارگردانی کرد.

## زندگی
مهران غفوریان در ۳ شهریور ۱۳۵۳ از پدری تهرانی و مادری تبریزی در خیابان مولوی تهران متولد شد. خسرو غفوریان، پدر مهران، افسر نیروی دریایی ارتش بود. او که در محلهٔ تهرانسر و دریا رشد کرد، یک برادر بزرگتر به نام مهدی دارد که آهنگساز است. غفوریان، فارغ‌التحصیل رشتهٔ نقاشی عمومی در دانشگاه آزاد اسلامی واحد تهران مرکزی است. او در سال ۱۳۷۳ وارد دانشگاه شد. او با آرزو کمالی ازدواج کرده و یک فرزند دختر به‌نام هانا دارد.
او بازیگری را به کارگردانی مسعود رشیدی با مجموعهٔ طنز لبخند سوم آغاز کرد و خیلی زود به عرصهٔ کارگردانان تلویزیونی پیوست. از سال ۱۳۷۶، برنامهٔ گل‌ها و پس از آن، حرف تو حرف را ساخت و سپس در سال ۱۳۷۷، با مهران مدیری هم بازی شد. سپس این چند نفر را کارگردانی کرد که در بین مردم به نام «هژیرها» معروف شده بود. بعد از آن، زیر آسمان شهر را ساخت که آغازی برای پخش هر شب سریال در تلویزیون شد. با موفقیت این مجموعه، وی اقدام به ساخت سری دوم و سوم آن کرد. غفوریان، سپس در سال ۱۳۸۲ شروع به ساخت یک سریال نود شبی دیگر به نام «ورود ممنوع» کرد که ساخت این مجموعه پس از پخش چند قسمت از سوی مدیر وقت گروه فیلم و سریال شبکه پنج سیما متوقف شد. پس از آن، وی بیشتر به بازی در فیلم‌های سینمایی و سریال‌های تلویزیونی مشغول شد و تنها یک فیلم ویدئویی به نام من پلیس نیستم ساخت. تا اینکه در سال ۱۳۹۵، در هنگام ساخت سریال همسایه‌ها پس از شکستن پای آرش معیریان، کارگردان سریال، و انصراف او از ادامه کار، غفوریان کارگردانی کار را بر عهده گرفت و فیلمبرداری را از اول آغاز کرد.
غفوریان، سال ۱۳۹۴ در جریان مسابقات خنداننده برتر در برنامه خندوانه، توانست به مرحله نهایی راه پیدا کند و همراه با امیرمهدی ژوله جایگاه اول را بدست آورد.
غفوریان در ۲۶ مهر ۱۴۰۰، در سر صحنهٔ سریال نیسان آبی دچار سکته قلبی شد و پس از انتقال به بیمارستان، روز بعد تحت عمل جراحی قلب باز قرار گرفت.

## فیلم‌شناسی

### سینما
| سال  | عنوان                       | کارگردان        |
| ---- | --------------------------- | --------------- |
| ۱۴۰۳ | زیبا صدایم کن               | رسول صدرعاملی   |
| ۱۴۰۳ | کفایت مذاکرات               | سهیل موفق       |
| ۱۴۰۲ | تمساح خونی                  | جواد عزتی       |
| ۱۴۰۲ | آبی روشن                    | بابک خواجه‌پاشا  |
| ۱۴۰۲ | بی‌سروصدا                    | مجیدرضا مصطفوی  |
| ۱۳۹۷ | ما همه با هم هستیم          | کمال تبریزی     |
| ۱۳۹۶ | داش آکل                     | محمد عرب        |
| ۱۳۹۶ | خالتور                      | آرش معیریان     |
| ۱۳۹۶ | ما خیلی باحالیم             | بهمن گودرزی     |
| ۱۳۹۵ | آس و پاس                    | آرش معیریان     |
| ۱۳۹۵ | ارادتمند؛ نازنین بهاره تینا | عبدالرضا کاهانی |
| ۱۳۹۴ | ناردون                      | فریدون حسن‌پور   |
| ۱۳۹۴ | ۵۰ کیلو آلبالو              | مانی حقیقی      |
| ۱۳۹۳ | مجرد ۴۰ ساله                | شاهین باباپور   |
| ۱۳۹۲ | کالسکه                      | آرش معیریان     |
| ۱۳۹۱ | جابه‌جا                      | علی توکل‌نیا     |
| ۱۳۸۹ | پیتزا مخلوط                 | حسین قاسمی جامی |
| ۱۳۸۹ | سه نفر روی خط               | خسرو ملکان      |
| ۱۳۸۹ | فوتبالی‌ها                   | سیامک خواجه‌وند  |
| ۱۳۸۸ | پرواز مرغابی‌ها              | علی شاه‌حاتمی    |
| ۱۳۸۸ | حلقه‌های ازدواج              | شاهین باباپور   |
| ۱۳۸۸ | شیر و عسل                   | آرش معیریان     |
| ۱۳۸۵ | دختر میلیونر                | اکبر خامین      |
| ۱۳۸۵ | زن بدلی                     | مهرداد میرفلاح  |
| ۱۳۸۵ | کلاهی برای باران            | مسعود نوابی     |
| ۱۳۸۳ | انتخاب                      | تورج منصوری     |
| ۱۳۸۳ | شارلاتان                    | آرش معیریان     |
| ۱۳۷۶ | کلید ازدواج                 | داوود موثقی     |

### تلویزیون
| سال       | عنوان                     | سمت               | کارگردان        | شبکه       |
| --------- | ------------------------- | ----------------- | --------------- | ---------- |
| ۱۴۰۵–۱۳۹۸ | سلمان فارسی               | بازیگر            | داوود میرباقری  | سه         |
| ۱۴۰۳–۱۴۰۲ | شب خوش                    | مجری              | مهران غفوریان   | سه         |
| ۱۴۰۱      | خندوانه                   | مهمان             | رامبد جوان      | نسیم       |
| ۱۴۰۱      | دورهمی (مسابقه تلویزیونی) | شرکت کننده        | مهران مدیری     | نسیم       |
| ۱۳۹۸      | اعجوبه‌ها                  | مجری              | احسان عبدی‌پور   | سه         |
| ۱۳۹۸      | زوج یا فرد                | بازیگر            | علیرضا نجف زاده | سه         |
| ۱۳۹۷      | خندوانه (فصل پنجم)        | استندآپ کمدی      | رامبد جوان      | نسیم       |
| ۱۳۹۷      | کوبار                     | بازیگر            | فریدون حسن پور  | دو         |
| ۱۳۹۶      | خندوانه (فصل چهارم)       | استندآپ کمدی      | رامبد جوان      | نسیم       |
| ۱۳۹۶      | پنچری                     | بازیگر            | برزو نیک نژاد   | سه         |
| ۱۳۹۵      | خندوانه (فصل سوم)         | استندآپ کمدی      | رامبد جوان      | نسیم       |
| ۱۳۹۵      | همسایه‌ها                  | بازیگر و کارگردان | مهران غفوریان   | دو نسیم    |
| ۱۳۹۴      | در حاشیه ۲                | بازیگر            | مهران مدیری     | سه         |
| ۱۳۹۴      | سه شو                     | مجری              | سید جواد رضویان | سه         |
| ۱۳۹۴      | خندوانه (فصل دوم)         | استندآپ کمدی      | رامبد جوان      | نسیم       |
| ۱۳۹۴      | خاتون                     | بازیگر            | مرتضی آتش زمزم  | پنج اصفهان |
| ۱۳۹۴      | در حاشیه                  | بازیگر            | مهران مدیری     |            |
| ۱۳۹۳      | سیگنال موجود است          | بازیگر            | مهدی مظلومی     | سه         |
| ۱۳۹۲      | روزهای بد، به‌در           | بازیگر            | سعید آقاخانی    | سه         |
| ۱۳۹۱      | خانه اجاره‌ای ۲            | بازیگر            | شاهد احمدلو     | سه         |
| ۱۳۹۰      | چمدان                     | بازیگر            | خسرو ملکان      | دو         |
| ۱۳۹۰      | خانه اجاره‌ای              | بازیگر            | رامین ناصرنصیر  | سه         |
| ۱۳۹۰      | راه در رو                 | بازیگر            | سعید آقاخانی    | سه         |
| ۱۳۸۸      | زن‌بابا                    | بازیگر            | سعید آقاخانی    | سه         |
| ۱۳۸۸      | عید امسال                 | بازیگر            | سعید آقاخانی    | پنج        |
| ۱۳۸۵      | قرارگاه مسکونی            | بازیگر            | سید جواد رضویان | پنج        |
| ۱۳۸۴      | ارث بابام                 | بازیگر            | سید جواد رضویان | سه         |
| ۱۳۸۴      | شبکه سه و نیم             | بازیگر            | داریوش کاردان   | سه         |
| ۱۳۸۲      | ورود ممنوع ممنوع          | کارگردان          | مهران غفوریان   | پنج        |
| ۱۳۸۱      | زیر آسمان شهر ۳           | بازیگر و کارگردان | مهران غفوریان   | سه         |
| ۱۳۸۰      | زیر آسمان شهر ۲           | بازیگر و کارگردان | مهران غفوریان   | سه         |
| ۱۳۸۰      | زیر آسمان شهر             | بازیگر و کارگردان | مهران غفوریان   | سه         |
| ۱۳۸۰      | طبقه وسط                  | بازیگر و کارگردان | مهران غفوریان   | پنج        |
| ۱۳۷۹      | گل‌های ۷۹                  | بازیگر و کارگردان | مهران غفوریان   | سه         |
| ۱۳۷۹      | تماشا ۷۹                  | بازیگر و کارگردان | مهران غفوریان   | سه         |
| ۱۳۷۸      | شب روباه (نسخه تلویزیونی) | بازیگر            | همایون اسعدیان  | دو         |
| ۱۳۷۸      | گل‌های ۷۸                  | بازیگر و کارگردان | مهران غفوریان   | سه         |
| ۱۳۷۸      | این چند نفر               | بازیگر و کارگردان | مهران غفوریان   | سه         |
| ۱۳۷۸      | حرف تو حرف                | بازیگر و کارگردان | مهران غفوریان   | پنج        |
| ۱۳۷۸      | پرواز سپید                | کارگردان          | مهران غفوریان   | پنج        |
| ۱۳۷۷      | عید آن سال‌ها              | بازیگر            | سعید ابراهیمی‌فر | دو         |
| ۱۳۷۷      | گل‌های ۷۷                  | بازیگر و کارگردان | مهران غفوریان   | سه         |
| ۱۳۷۷      | جنگ ۷۷                    | بازیگر            | مهران مدیری     | سه         |
| ۱۳۷۶      | عروسی ۷۷                  | بازیگر            | مهرداد پوراحمد  | یک         |
| ۱۳۷۶      | گل‌های ۷۶                  | بازیگر            | مسعود آب پرور   | سه         |
| ۱۳۷۶      | سلام سلام                 | بازیگر            | سیدعلی سمنانی   | پنج        |
| ۱۳۷۵      | مسابقه پنج                | بازیگر            | غلامحسین لطفی   | پنج        |
| ۱۳۷۵      | نوروز ۷۵                  | بازیگر            | داریوش کاردان   | یک         |
| ۱۳۷۵      | فروشگاه                   | بازیگر            | احمد بهبهانی    | سه         |
| ۱۳۷۵      | جنگ ۳۹                    | بازیگر            | داریوش کاردان   | دو         |
| ۱۳۷۳      | لبخند سوم                 | بازیگر            | مسعود رشیدی     | سه         |

### فیلم تلویزیونی
| سال  | نام اثر   | کارگردان    | شبکه پخش‌کننده |
| ---- | --------- | ----------- | ------------- |
| ۱۳۸۸ | کبرا ۰۰۱۱ | مهدی مظلومی | شبکه تهران    |

### شبکه نمایش خانگی
| سال  | عنوان                     | کارگردان                        |
| ---- | ------------------------- | ------------------------------- |
| ۱۴۰۳ | زخم کاری: مجازات (مهمان)  | محمدحسین مهدویان                |
| ۱۴۰۳ | گردن‌زنی                   | سامان سالور                     |
| ۱۴۰۳ | زخم کاری: انتقام (مهمان)  | محمدحسین مهدویان                |
| ۱۴۰۳ | اسکار                     | مهران مدیری                     |
| ۱۴۰۲ | نیسان آبی ۲               | مسعود اطیابی                    |
| ۱۴۰۲ | تی‌ان‌تی                    | حامد آهنگی                      |
| ۱۴۰۲ | ناتو                      | مهدی صفی‌یاری                    |
| ۱۴۰۲ | زخم کاری: بازگشت          | محمدحسین مهدویان                |
| ۱۴۰۱ | مهمونی                    | ایرج طهماسب                     |
| ۱۴۰۱ | نوبت لیلی                 | روح‌الله حجازی                   |
| ۱۴۰۰ | جوکر                      | احسان علیخانی سید حامد میرفتاحی |
| ۱۴۰۰ | نیسان آبی                 | منوچهر هادی                     |
| ۱۴۰۰ | خاتون                     | تینا پاکروان                    |
| ۱۴۰۰ | شبهای مافیا               | سعید ابوطالب                    |
| ۱۴۰۰ | مردم معمولی               | رامبد جوان                      |
| ۱۳۹۹ | قورباغه                   | هومن سیدی                       |
| ۱۳۹۵ | با من خوش میگذره          | مرتضی آتش زمزم                  |
| ۱۳۹۴ | عطسه                      | مهران مدیری                     |
| ۱۳۹۲ | یه اتفاق ساده             | متین اوجانی                     |
| ۱۳۹۲ | شهر امن و امان است        | متین اوجانی                     |
| ۱۳۹۲ | عاریه                     | متین اوجانی                     |
| ۱۳۹۲ | شوخی کردم                 | مهران مدیری                     |
| ۱۳۹۲ | مشعل                      | عباس خواجه وند                  |
| ۱۳۹۲ | دل سپرده                  | عباس مرادیان                    |
| ۱۳۹۲ | زندگی به شرط چاقو         | عباس مرادیان                    |
| ۱۳۹۲ | دربست تا لواسون           | جواد مزد آبادی                  |
| ۱۳۹۲ | تلخ اما شیرین             | جواد مزد آبادی                  |
| ۱۳۹۲ | من کارگرم                 | علی توحیدپرست                   |
| ۱۳۹۲ | شام ایرانی ۳              | سروش صحت                        |
| ۱۳۹۱ | سر پیری و معرکه‌گیری       | راهب قاسمیان                    |
| ۱۳۹۱ | گدایان تهران              | عباس خواجوند                    |
| ۱۳۹۱ | شوخی با ستارگان           | امیرحسین قهرایی                 |
| ۱۳۹۰ | نردبان چوبی               | فرهاد ارج                       |
| ۱۳۹۰ | رفیق فابریک               | علیرضا نجف زاده                 |
| ۱۳۸۹ | من پلیس نیستم             | مهران غفوریان                   |
| ۱۳۸۸ | بی ستاره                  | بهمن گودرزی                     |
| ۱۳۸۷ | یه آسمون آبی سقف اتاق منه | مجتبی چراغعلی                   |
| ۱۳۸۷ | توهم                      | اکبر منصورفلاح                  |
| ۱۳۸۶ | هندوانه شب یلدا           | سعید آقاخانی                    |